# 도개교

이엽 도개교

도개교(跳開橋, bascule bridge)는 배가 지나갈 때, 다리가 한쪽 또는 양쪽으로 들어올려져 통행이 가능하도록 만든 다리이다.

## 대한민국의 도개교

### 영도대교
부산광역시 중구와 영도구를 연결하는 다리인 영도대교는 1934년 11월 23일에 길이 약 214.63m, 너비 약 18m의 도개식 교량으로 준공되었다. 1966년 9월 영도구의 인구증가에 따른 교통량의 증가로 도개를 중단하고 전차궤도도 철거되었다. 그러나 기존의 영도대교가 노후화되면서 안정성이 문제가 되어 기존 다리를 철거하고 2013년 11월 27일 기존 4차선을 6차선으로 도개식 교량으로 복원 및 개통하였다. 현재 대한민국에 있는 유일한 도개교이다.

## 같이 보기
- 가동교